# Чистопрудный бульвар
Чистопру́дный бульва́р — бульвар в Басманном районе Центрального административного округа города Москвы. Проходит от площади Мясницкие Ворота до площади Покровские Ворота, нумерация ведётся от Мясницких ворот. На бульваре расположены Чистые пруды (фактически, пруд — один). Чистопрудный бульвар — самый большой по площади и второй по протяжённости (после Тверского) на Бульварном кольце. На бульвар выходят: с внутренней стороны Архангельский переулок, с внешней Большой Харитоньевский переулок и улица Макаренко.

## Происхождение названия
А. Д. Меншиков, купивший участок на Мясницкой улице, в 1703 приказал вычистить пруд, загрязнённый отходами мясной торговли, который с тех пор стал называться Чистым. В обиход вошло название Чистые пруды, хотя пруд в настоящее время — только один. Московский краевед С. К. Романюк приводит план предполагаемых прудов у Стены Белого города 1754 года, на котором отмечены три пруда; кроме того он указывает, что пруд, называвшийся Поганым, находился в пределах Белого города (ближе к Потаповскому переулку), и такое название связывает не с состоянием пруда, а с названием здешней местности, в которой селились иностранцы.

## История

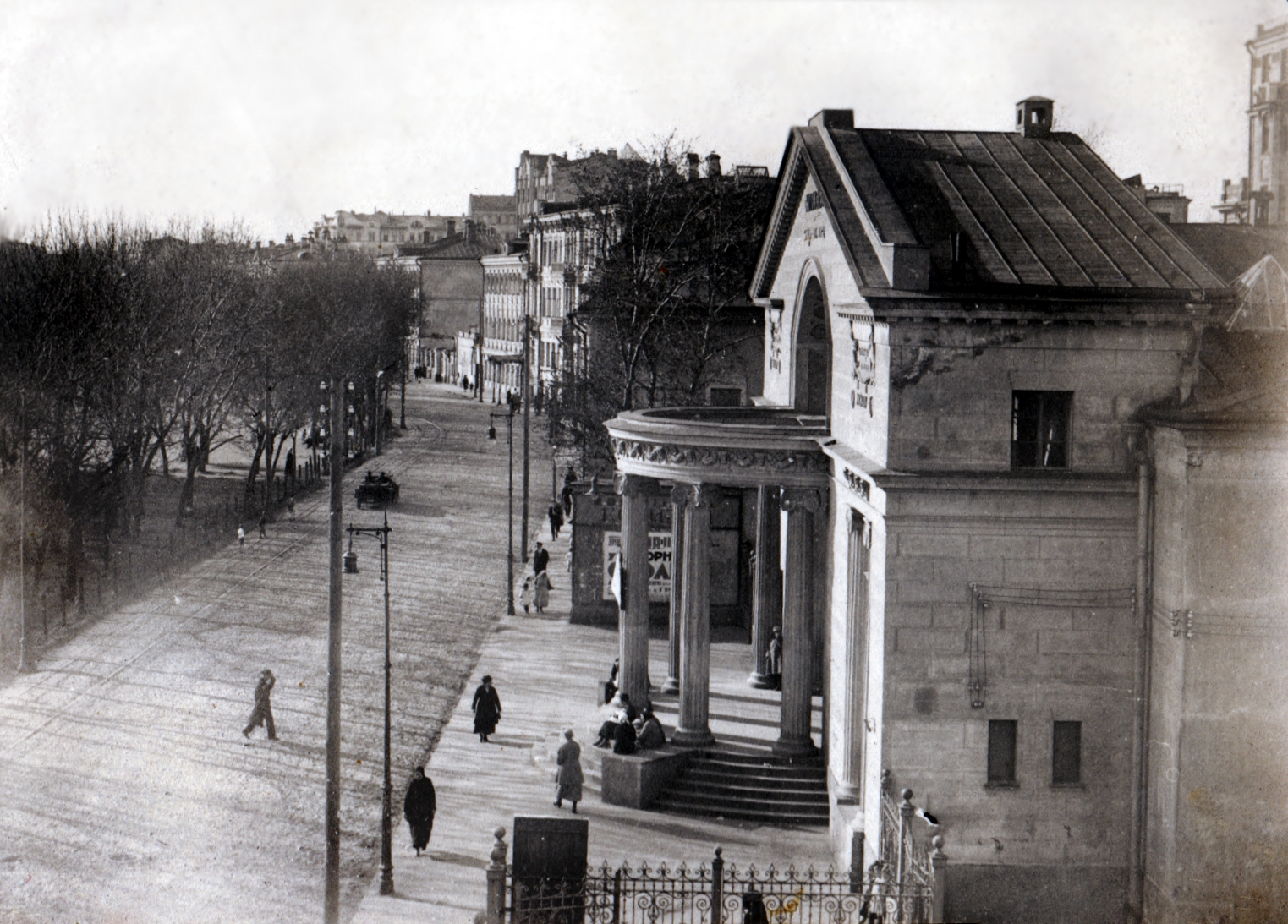
Бульвар в 1930-е годы, вид из дома № 19

Местность, занимаемая бульваром, известна с XVI века, когда здесь обосновались скотобойни — «Животинный двор», позже «Государев боевой двор». Мясная торговля дала имя прилегающей Мясницкой улице, а её отходы, сбрасываемые в ближайшее болото — «Поганому пруду». Из болота на юг вытекал ручей Рачка, впадавший в реку Москву у Воспитательного дома.
C 1699 года угловое владение у Мясницких ворот принадлежало А. Д. Меншикову, построившему в глубине двора Меншикову башню. Мясная торговля на Мясницкой была свёрнута в 1710 году, а в 1723 году и бойни были выведены подальше от дома Светлейшего. Дом его перешёл к Куракиным, затем к Лазаревым, а с 1783 года в нём был открыт Московский почтамт.
После пожара 1812 года остатки стены Белого города были снесены, пруд — очищен, а в торцах образовавшегося бульвара выстроены два гостиничных здания. Гостиница у Покровских ворот дожила до наших дней, а у Мясницких — была снесена в 1930-е годы. На её месте вестибюль станции метро «Чистые пруды» и памятник А. С. Грибоедову.
В течение XIX века застройка бульвара чётко разделялась — внутренняя сторона была застроена двухэтажными домами, принадлежавшими разным ведомствам (в середине XIX века два дома принадлежали полковникам и один — купцу), внешняя — одноэтажными домами победнее. В конце века бульвар застроен трёх-четырёхэтажными доходными домами; в 1945—1952 годах большинство этих домов были надстроены до шести-семи этажей с сохранением общего архитектурного облика.
В 1914 году был построен кинотеатр «Колизей», который через 60 лет был реконструирован в театр «Современник».
На месте дома 12а (Здание Кожсиндиката) в 1912 году по проекту военного инженера П. А. Воронцова-Вельяминова был выстроен деревянный павильон «Бородинской панорамы». Сама картина Франца Рубо была вывезена с Чистых прудов в 1915 году, а павильон простоял до 1918 года.

## Примечательные здания и сооружения

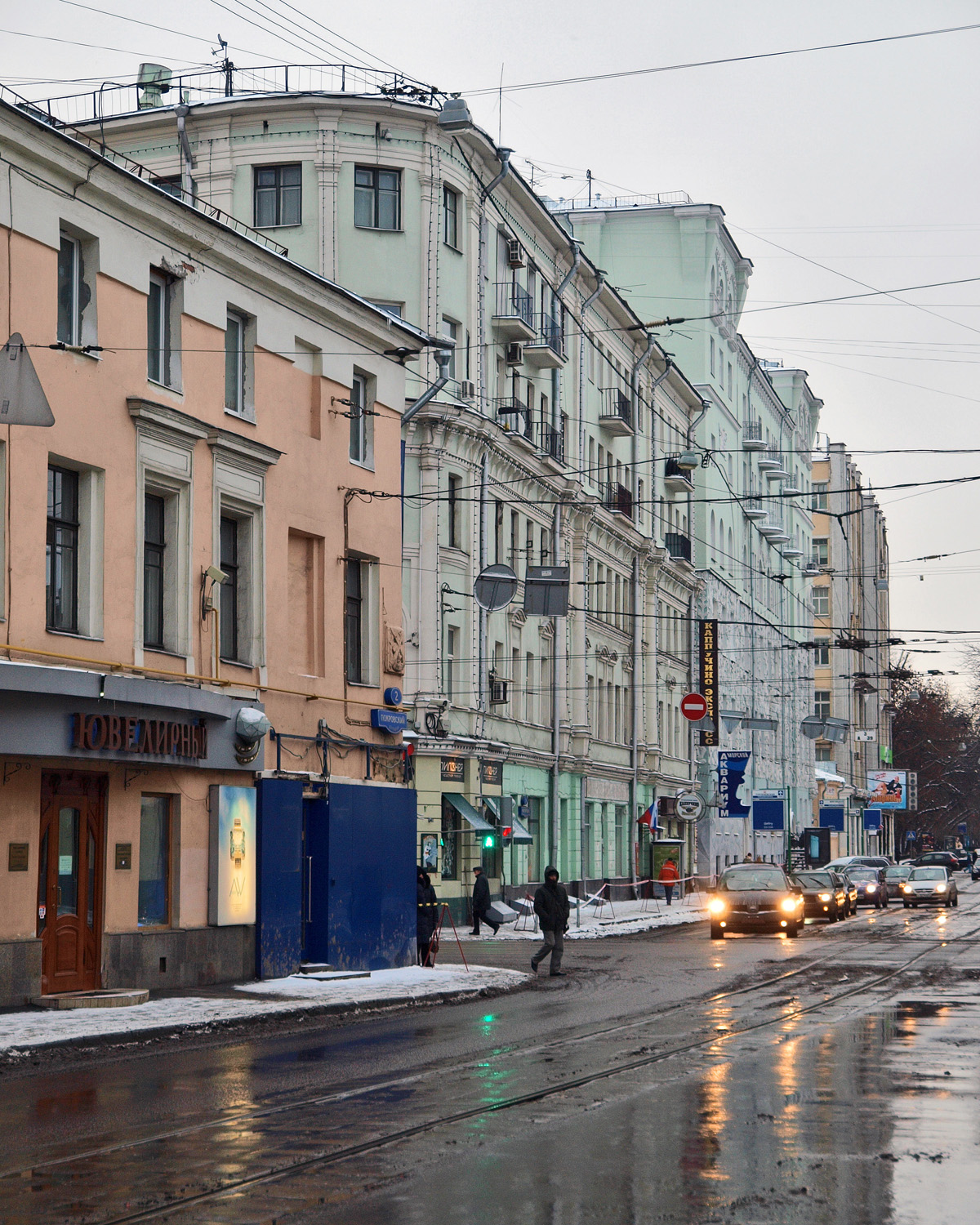
Чистопрудный бульвар

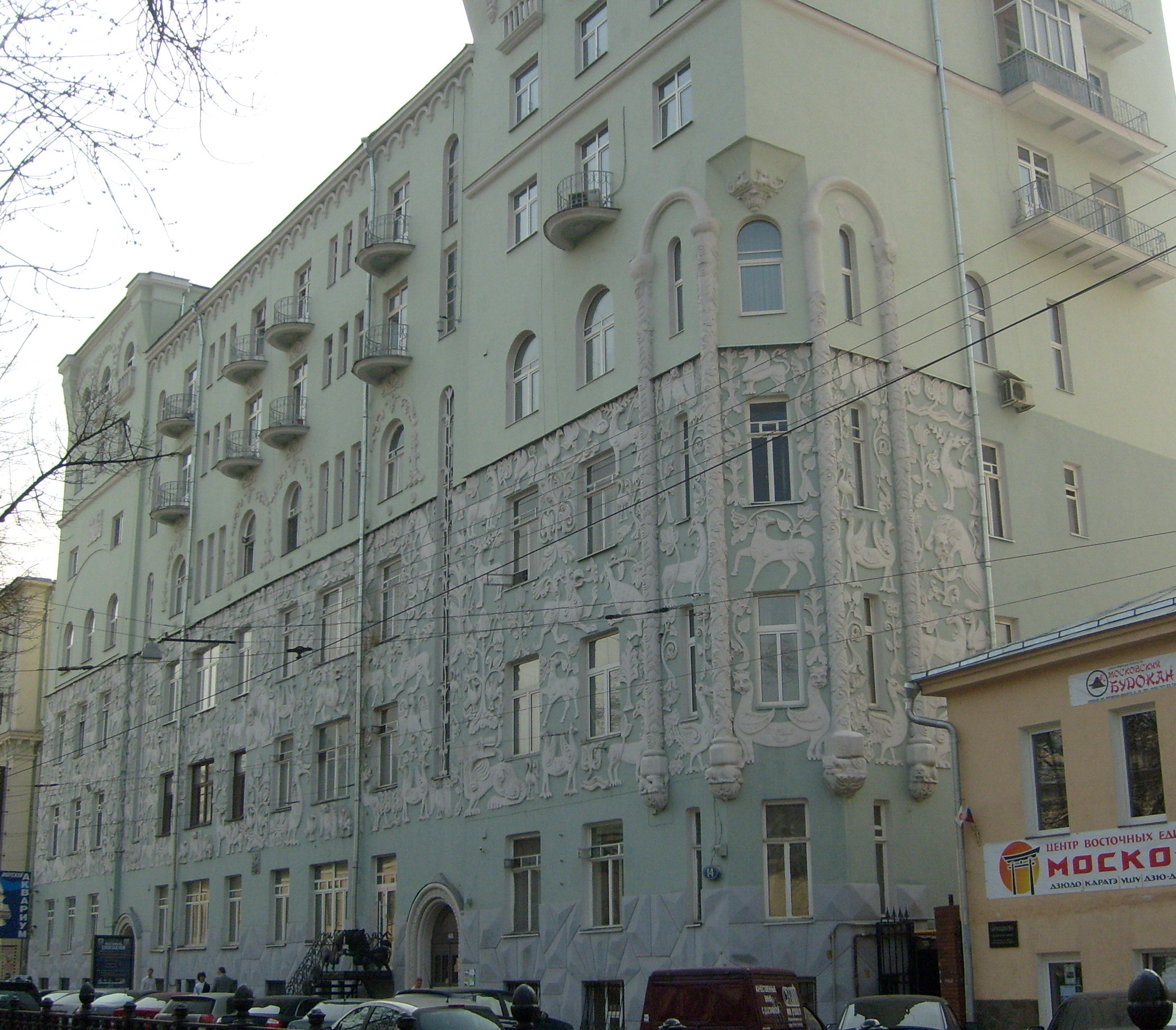
Дом № 14

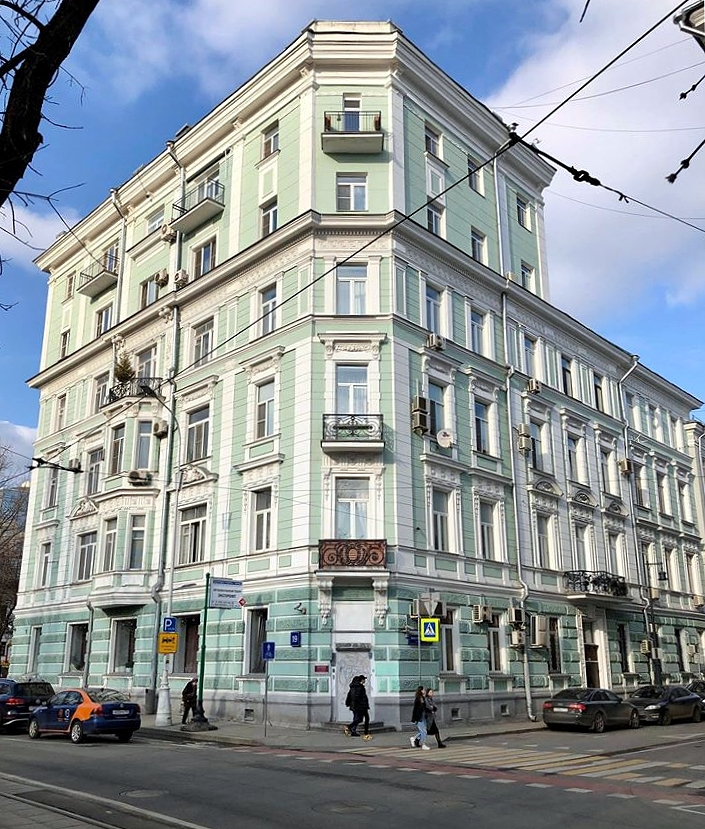
Дом № 19

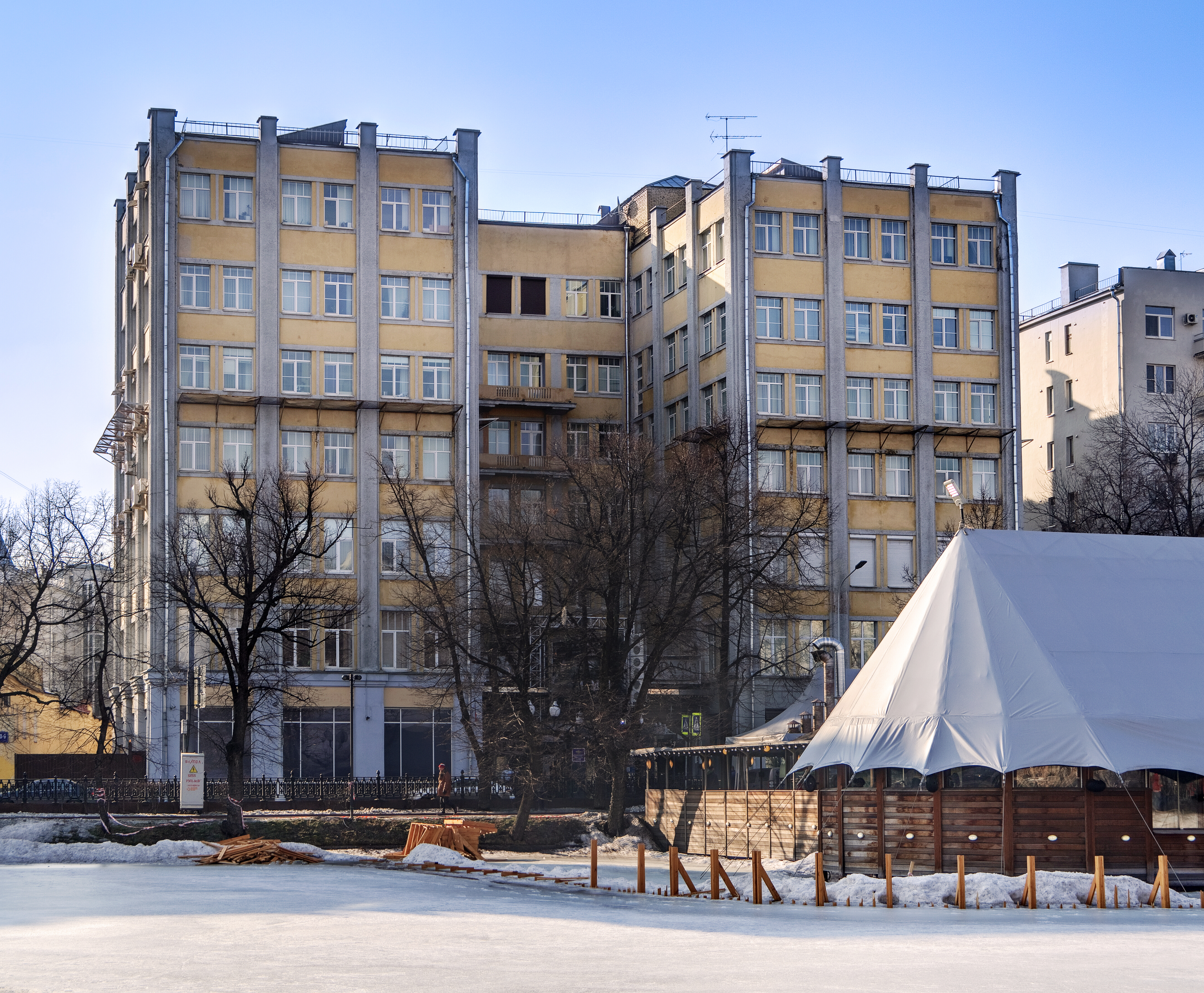
Здание Кожсиндиката, дом 12a

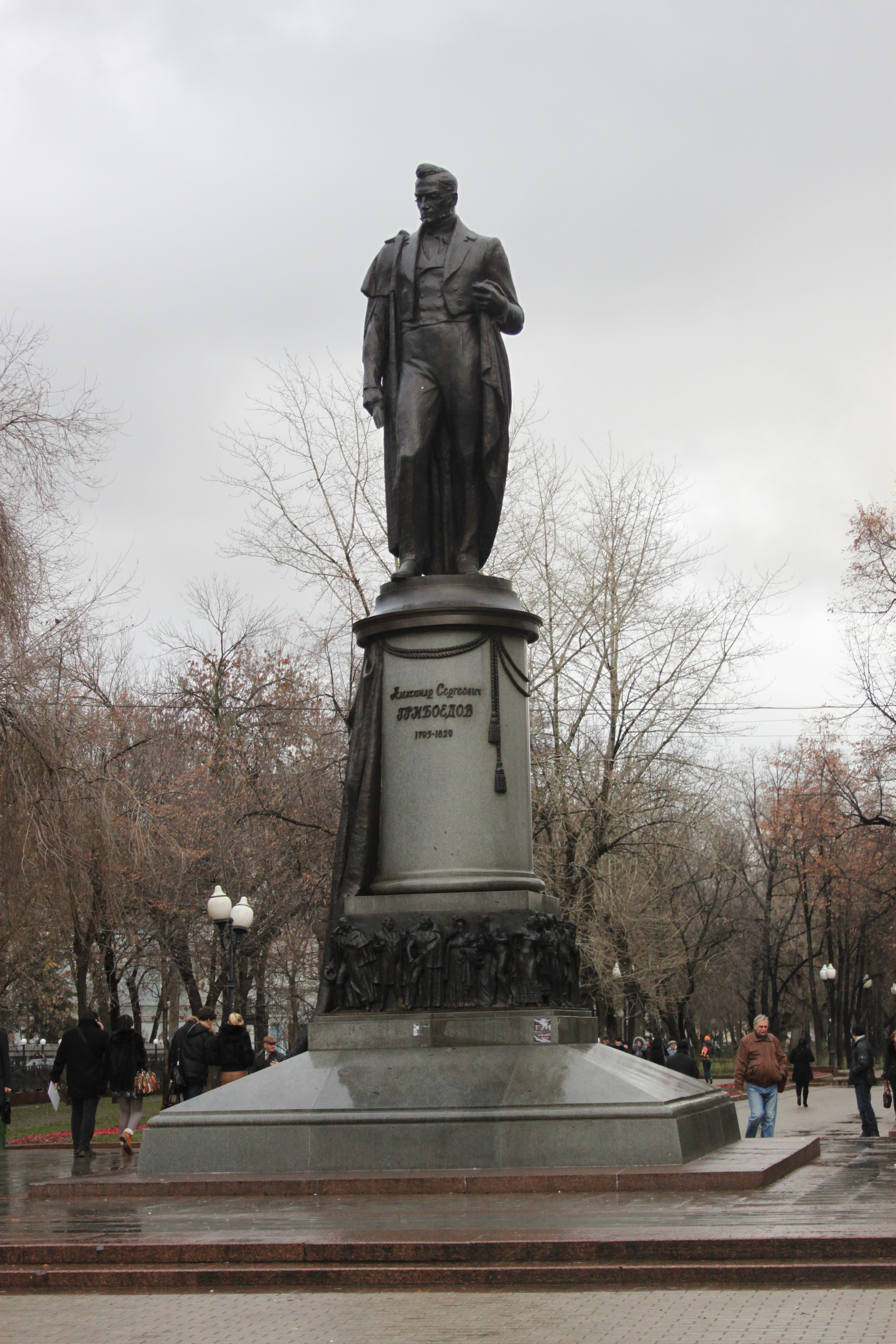
Памятник А. С. Грибоедову

### По нечётной стороне
- № 1 — угловой корпус — Дом купца Гусятникова, именем которого назван соседний Гусятников переулок. Дом пережил пожар 1812 года. Второй дом на бульваре, под тем же номером, выстроен Б. В. Фрейденбергом в 1886 году;
- № 1a — дом Медико-филантропического общества с приютом и залом для общественных собраний (1908—1912, архитектор А. И. Герман). Реконструирован в 1940-х годах, ценный градоформирующий объект[3]. В доме жили литературовед Д. Д. Благой[4], историк-медиевист Н. П. Грацианский[5], математик С. Д. Россинский[6];
- № 3a — жилой дом (1880-е, архитектор А. И. Гаудринг; 1970-е). Здесь в 1917—1925 годах жила актриса Гликерия Николаевна Федотова. Ныне — Посольство Казахстана;
- № 9 — постконструктивистский жилой дом (1938—1941, архитекторы М. С. Шерфединов, М. И. Пекарев[7].). Здесь жили языковед Р. И. Аванесов[8] и учёный в области механики сплошных сред А. А. Ильюшин[9];
- № 11 — дом постройки XIX века, достроен в 1930-х годах с 4 до 6 этажей[7];
- № 11, стр. 4 (во дворе) — жилой дом с палатами П. В. Макулова — М. З. Шамзарова (1690-е гг., XIX век, начало XX века). Здесь в 1830—1840-х гг. жил и работал скульптор И. П. Витали;
- № 13 — дом постройки XIX века, достроен в середине XX века;
- № 15, стр. 2 — доходный дом Эппле (1912, архитектор А. Н. Зелигсон);
- № 17 (левое здание) — особняк 1-й трети XIX века[7];
- № 19а — здание кинотеатра «Колизей» (1912—1914, архитектор Р. И. Клейн)[7]. Театр работал под первоначальным именем до 1970 года. В начале 1970-х годов здание было реконструировано[10]. С 1974 года здесь размещается Московский театр «Современник»;
- № 19/1 — доходный дом (1890, архитектор А. В. Иванов), надстроен в советские годы;
- № 21 — доходный дом (ок. 1900, архитектор В. Н. Кардо-Сысоев). В этом доме в квартире Н. Д. Телешова в 1898—1904 годах проходили собрания литературного кружка «Среда», собиравшего цвет российской словесности того времени. С 1904 года «Среды» переехали в соседний дом № 23;
- № 23 — доходный дом Н. Д. Телешова (1900, архитектор С. В. Барков)[7]. Изначально четырёхэтажный, в 1947 году надстроен до 7 этажей. Библиотека имени Ф. М. Достоевского на первом этаже здания работает с 1907 года. В квартире № 2 в 1920—1934 годах жил С. М. Эйзенштейн (мемориальная доска, 1958, скульптор А. Н. Костромитин)[11]. В доме также жили актёры Максим Штраух[12], Юдифь Глизер[13], Любовь Соколова[14];
- № 25/21 — жилой дом в стиле модерн (1901, арх. П. А. Дриттенпрейс).

### По чётной стороне
- № 2 — комплекс домов: на углу трёхэтажная станция почтовых карет Московского почтамта (1858)[7], далее по бульвару шестиэтажный дом (1900, надстроен в 1952);
- № 4 — «Дом призрения заслуженных престарелых членов почтово-телеграфного ведомства» (1898[7], арх. А. П. Попов[15]);
- № 6/19 — здание Правления Московско-Киевско-Воронежской железной дороги (1891, архитектор Д. Н. Чичагов, перестроена и надстоена 3-м этажом в 1910-х гг. И. И. Рербергом). В основе дома была городская усадьба Мусиных-Пушкиных[16], 1810—1890. В 1925—1939 годах дом занимал Наркомпрос, где в те же годы работала Н. К. Крупская (мемориальная доска на фасаде);
- № 8/12 — в основе двухэтажного здания был флигель усадьбы Е. П. Кашкина — А. А. Дурасовой; второй этаж появился между 1802 и 1806 гг. Отреставрирован в 1981—1982 гг.;
- № 8, стр. 1 — главный дом усадьбы Кашкиных, был построен в 1782—1784 годах после сноса стены Белого города; его фасад, зафиксированный в альбомах Казакова, имел характерный облик раннего классицизма. В 1950—1953 годах был надстроен с двух до шести этажей[17]. В доме размещались редакции газет «Рабочая Москва», «Вечерняя Москва» и «Московская правда»[18], издательство «Московский рабочий», редакция альманаха «Куранты»;
- № 10 — флигель усадьбы Кашкиных (1876, архитектор А. Е. Вебер); А. Е. Вебер украсил здание декором, сохранившимся до наших дней;
- № 10, стр. 2 — доходный дом Тупицыных (конец XVIII в.; 1817; 1859; 1875, архитектор А. Е. Вебер, с трёх до шести этажей был надстроен в 1940 году);
- № 12 — комплекс зданий:
  - № 12, стр. 1 — велнес-клуб (бывший ресторан) «Чистые пруды»;
  - № 12, стр. 2 — жилой дом кооператива «Военный строитель» (1931, архитекторы К. В. Аполлонов и Н. Якобсон, инж. Д. Бер)[19];
  - № 12, стр. 3 — жилой дом;
  - № 12, стр. 4 — жилой дом кооператива «Военный строитель» (1936, архитектор А. Ф. Волхонский)[7]. В этом доме жило много военных, чем объясняется большое число расстрелянных органами НКВД в годы сталинских репрессий. В базе данных правозащитного общества «Мемориал» есть имена 70-ти жильцов этого дома, расстрелянных в годы террора[20]. Число погибших в лагерях ГУЛАГа не установлено. В рамках гражданской инициативы «Последний адрес» в арке дома кооператива «Военный строитель» установлены мемориальные знаки с именами военного Степана Николаевича Степанова, инженера-технолога Виктора Ивановича Марасанова и преподавателя музыки Евгения Борисовича Эренбурга, расстрелянных органами НКВД в 1937—1938 годах[21];
  - № 12, стр. 5 — жилой дом (1930);
  - № 12, стр. 7, 7а,  памятник архитектуры (региональный) — усадьба С. И. Пашкова начала XIX века. Здесь в 1811 году родилась родственница владельцев поэтесса Е. П. Ростопчина. В 1831 году усадьбу посещали А. С. Пушкин и Н. Н. Гончарова, объект культурного наследия регионального значения[22]. Главный дом усадьбы (стр. 7) выстроен дворянами Пашковыми в 1789—1792 годах по линии современного Потаповского переулка, в перспективе современного Сверчкова переулка. Сохранились также несколько флигелей в разных концах огромного двора. В 1840 году Пашковы продали дом казне. В 1912 году в южной части владения было построено первое здание Панорамы «Бородинская битва» (не сохранилось)[23]. Флигель (стр. 7А) примыкает к южному крылу главного дома. По данным БТИ на 1987 год износ объекта составил 74 %. В 2001 году Правительство Москвы передало его в аренду Межрегиональной общественной организации «Центр русско-узбекского культурного сотрудничества им. Тамары Ханум». Планировалось отселить жильцов, прежних арендаторов и провести реставрацию. Однако в связи с невыполнением новым арендатором условий договора постановление было отменено, начатые работы не были завершены. В 2012 году флигель по программе «Рубль за метр» получило ООО «Ренессанс», оформлено охранное обязательство. В ноябре того же года флигель горел. В 2014 году Мосгорнаследие выдало разрешение на разработку проекта реставрации (предмет охраны определён в 2013 г.). В 2015-м разобрана кровля, оформлен градплан земельного участка[24]. Осенью 2015 в связи с ненадлежащим использованием, через арбитражный суд, договор аренды с ООО «Ренессанс» расторгнут, Мосгрнаследием в адрес Департамента городского имущества направлен акт технического состояния, для повторного вовлечения здания в хозяйственный оборот. По информации на конец 2016 года, правообладатель не определён, торги предварительно запланированы на 1-2 квартал 2017 года[23].
  - № 12, стр. 8 — Казённая Запасная аптека Московского Окружного инженерного управления (1880-е)[25]
  - № 12А — здание Кожсиндиката (1926—1928, архитектор А. П. Голубев, инженер-конструктор Е. Израилович)[7]. Ранняя полностью железобетонная конструкция. В 1912—1918 годах на этом месте находился временный павильон «Бородинской панорамы», построенный архитектором П. А. Воронцовым-Вельяминовым[2] к столетию Бородинской битвы (купольные конструкции были разработаны тем же инженером — Е. Израиловичем)[26], а до этого — пруд в саду усадьбы Пашковых[27]. В 1989 году в нижнем высоком этаже здания под эгидой режиссёра Р. Быкова был открыт кинотеатр «Ролан»[26]. В настоящее время в здании помимо кинотеатра находятся Федеральная миграционная служба и ресторан «Ностальжи»;
  - № 12А, стр. 2, 2А — Служебный корпус (1927, архитектор Б. Норман, 1950-е гг., 1980-е гг.)[25]
- № 14 — доходный дом церкви Троицы на Грязех (1908—1909) — памятник позднего, «национального», модерна. Дом по проекту архитекторов Л. Л. Кравецкого (планы) и П. К. Микини (инженер-строитель) украшен сказочными зверями работы С. И. Вашкова[7]. Первоначально дом был четырёхэтажным, а в 1945 году[7] надстроен до нынешних 7 этажей. Звери большей частью сохранились (см. старые и современные фото);
- № 16/15 — угловой дом начала XX века также был вначале трёхэтажным, а в середине века надстроен до пяти этажей.

## Общественная жизнь города
- Чистопрудный бульвар является одним из центров культурной жизни современной Москвы. На бульваре или рядом находятся несколько популярных театров, в числе которых: Et Cetera, «Современник», театр О. Табакова и др. Помимо этого, в летний период бульвар становится площадкой для многочисленных уличных музыкантов, играющих самую разнообразную музыку, а также местом проведения тематических выставок современного фотографического искусства.

## Памятники
- А. С. Грибоедову (1959, скульптор А. А. Мануйлов, архитектор А. А. Заварзин);
- Абаю Кунанбаеву (2006, скульптор М. Айнеков, архитектор В. Романенко).

## Транспорт
Станция метро «Чистые пруды» (первоначальное название «Кировская»), пересадка на станции «Тургеневская» и «Сретенский бульвар».

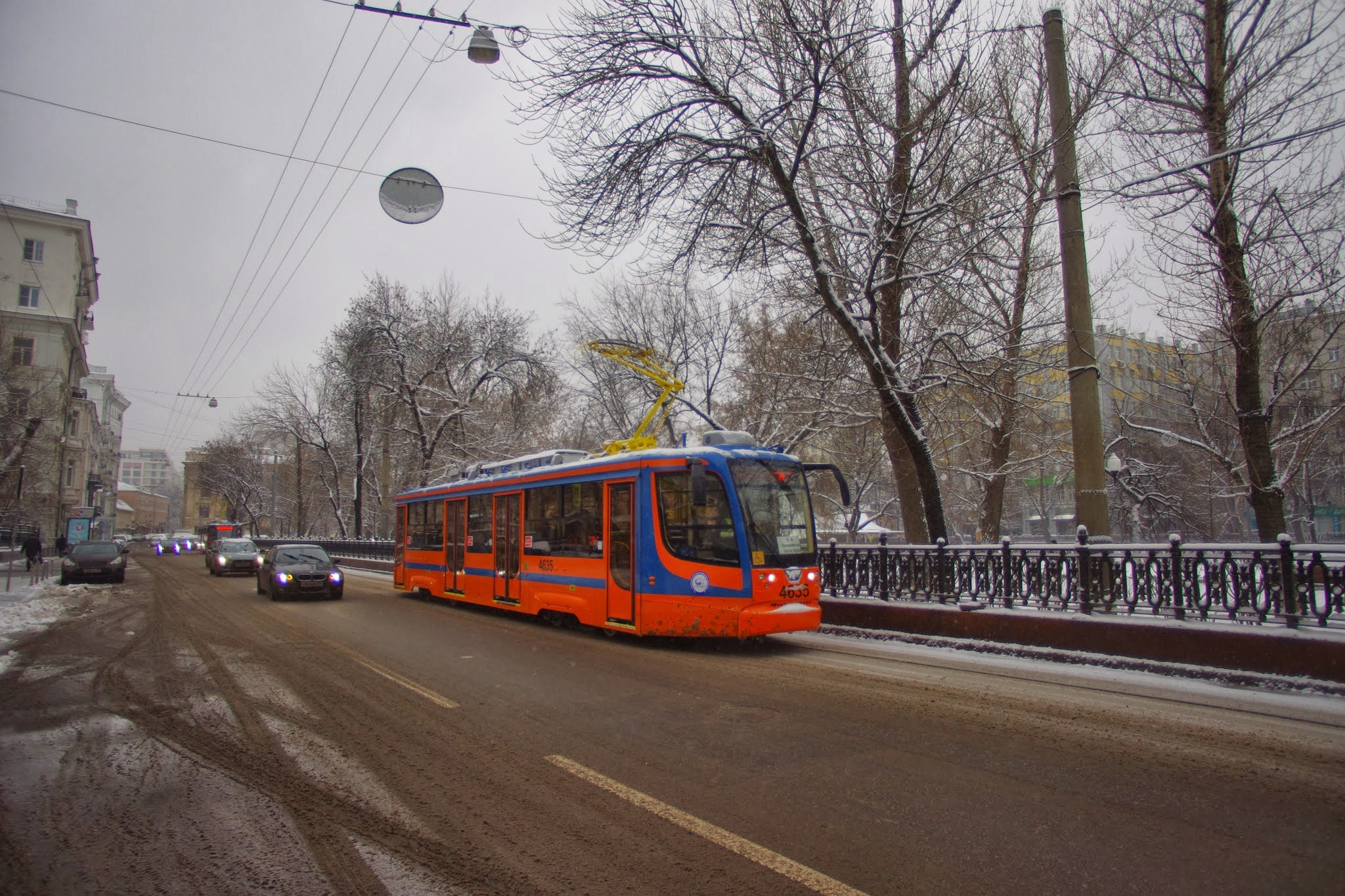
Трамвай

По бульвару проложена трамвайная линия, используемая маршрутами А («Аннушка»), 3, 39. Маршруты № 3 и № 39 могут быть также интересны любителям трамвайных прогулок по Москве. В пути следования от станции метро «Чистые пруды» до станции метро «Тульская» оба маршрута проезжают мимо большого количества городских достопримечательностей, включая панораму Кремля и Москвы-реки с высоты Большого Устьинского моста. В пределах бульвара 2 разворотных кольца — «Чистые пруды» (у вестибюля станции метро) и «Покровские ворота» (вдоль южного берега пруда).
По бульвару через оба разворотных кольца в 1989—2020 годах курсировал «Трактир-трамвай» — ресторан «Аннушка», оборудованный в трамвайном вагоне типа Tatra T3. «Трактир-трамвай» появлялся в фильмах «Привет, дуралеи!» Э. А. Рязанова и «Брат 2» А. О. Балабанова. В 2007 году изначальный трамвайный вагон был заменен новым той же модели. В 2020 году на фоне локдауна во время пандемии COVID-19 «трактир-трамвай» перестал курсировать, но так и не возобновил работу после снятия ограничений из-за обновления подвижного состава московского трамвая — владельцы ресторана не смогли получить разрешение от властей города на продолжение деятельности в устаревшей модели, а покупка современного вагона типа «Витязь-М» оказалась слишком дорогой. «Трактир-трамвай» был выставлен на продажу, но не нашёл покупателя и в 2023 году был распилен.